# Viola Barry
Pour les articles homonymes, voir Barry.
Viola Barry (née Gladys Viola Wilson à Evanston, dans l'Illinois le 4 mars 1891, et morte le 2 avril 1964 à Hollywood, en Californie) est une actrice américaine de cinéma muet.  

## Biographie
Née Gladys Viola Wilson, à Evanston au nord de Chicago,, elle s’installe avec sa famille en 1901 à Berkeley,. Viola Barry débute très jeune (à 16 ans) en 1905,,, sa carrière d’actrice. Elle est couramment signalée comme étant née en 1894 mais de manière bien plus plausible, en 1890 ou 1891,.
Elle est la fille du Dr Jackson Stitt Wilson qui est une figure du parti socialiste américain et le maire de Berkeley de 1911 à 1913. C’est en accompagnant ce dernier en Angleterre qu’elle apprend la comédie auprès de Sir Herbert Beerbohm à la Royal Academy of Dramatic Art où elle reste deux ans de 1907 à 1909 en jouant dans la troupe de Sir Francis Robert Benson, la Benson's Shakespearean Company. Retournée en Californie, elle intègre en 1910 la troupe du Belasco Theater Company à Los Angeles. Cette même année, elle monte avec une troupe de comédiens engagés, The Jungle.
Elle rencontre le comédien et réalisateur Jack Conway qu'elle épouse en février 1911. C'est l'occasion pour elle de débuter au cinéma dans la même société de production, la Selig Polyscope Company. Elle tourne à ses côtés dans les films de Hobart Bosworth dont elle devient rapidement une actrice de premier plan. Elle suit son mari à la Nestor Film Company en 1912. Elle accouche cette même année de leur premier enfant, Rosemary Conway, mais le couple va rapidement connaître des problèmes. On la retrouve en 1913 à la Biograph Company mais elle ne tient plus désormais que des seconds rôles dans les films de D. W. Griffith. Elle rejoint Hobart Bosworth qui vient de monter sa propre compagnie de production et tourne dans trois de ses adaptations des romans de Jack London, mais elle met rapidement fin à sa carrière d'actrice. Elle rencontre le scénariste Frank McGrew Willis qu'elle épouse et dont elle a quatre enfants, Virginia (1917), Gloria Patricia (1922), McGrew (1925) et James Monroe (1927).
Viola Barry Willis meurt en 1964 à Hollywood.

## Filmographie
Source principale de la filmographie :

### Selig Polyscope Company
- 1911 : The Totem Mark d'Otis Turner (court métrage) (prologue)
- 1911 : The Voyager: A Tale of Old Canada de Hobart Bosworth (court métrage)
- 1911 : McKee Rankin's '49' de Hobart Bosworth (court métrage)
- 1911 : John Oakhurst, Gambler de Hobart Bosworth (court métrage)
- 1911 : An Indian Vestal de Hobart Bosworth (court métrage)
- 1911 : Coals of Fire de Hobart Bosworth (court métrage) : Lucy Sturgiss, dans les dernières scènes
- 1911 : In the Shadow of the Pines de Hobart Bosworth
- 1911 : A Painter's Idyl de Hobart Bosworth (court métrage)
- 1911 : The Chief's Daughter de Hobart Bosworth (court métrage)
- 1911 : George Warrington's Escape de Hobart Bosworth (court métrage) : The Quebec Coquette
- 1911 : Evangeline de Hobart Bosworth (court métrage) : Evangeline

### Nestor Film Company
- 1912 : The Mountain Daisy (court métrage) : Daisy Layson
- 1912 : The Squatter's Child de Milton J. Fahrney (court métrage) : la fille du Squatter
- 1912 : The Land of Might de Milton J. Fahrney (court métrage) : Mary Anderson
- 1912 : Hard Luck Bill de Milton J. Fahrney (court métrage) : Jessie
- 1912 : The Obligation de Milton J. Fahrney (court métrage) : Miss Barry

### Biograph Company
- 1913 : The Perfidy of Mary de D. W. Griffith (court métrage) Storybook Lover
- 1913 : The Little Tease de D.W. Griffith (court métrage) : l'autre femme
- 1913 : A Frightful Blunder d'Anthony O'Sullivan (court métrage) ; la jeune femme
- 1913 : A Misunderstood Boy de D.W. Griffith (court métrage) : la marchande volée
- 1913 : The Lady and the Mouse (en) de  (court métrage) de D. W. Griffith : à la garden party
- 1913 : His Mother's Son de D. W. Griffith (court métrage) : femme sur le quai
- 1913 : The Ranchero's Revenge de D. W. Griffith (court métrage) : à la fête
- 1913 : Almost a Wild Man de Dell Henderson (court métrage) : dans le public
- 1913 : The Mothering Heart de D. W. Griffith (court métrage) : une passante devant le club

### Hobart Bosworth Productions
- 1913 : The Sea Wolf de Hobart Bosworth : Maude Brewster
- 1914 : John Barleycorn de Hobart Bosworth et J. Charles Haydon : Haydee
- 1914 : Martin Eden de Hobart Bosworth : Ruth Morse

### Fine Arts Film Company
- 1916 The Flying Torpedo de John B. O'Brien et Christy Cabanne : Adelaide E. Thompson